# Atomium
Atomium je skulptura izgrađena u čast Svjetske izložbe 1958. u Bruxellesu.
Ta 110 m visoka čelično-aluminijska konstrukcija postala je senzacijom Izložbe.
Skulptura, koja nadvisuje izložbeni prostor na terenu perivoja Laeken,  predstavlja devet atoma jednog alfa-željeznog kristala u mjerilu 1:150 milijardi. 
Kada je Svjetska izložba 1958. zatvorila svoja vrata, devet srebrnih kugla Atomiuma postale su znamenitost grada Bruxellesa. Kugle su potisnule "briseleskog najstarijeg građanina" manekena Pisa, koji je čest motiv na plakatima belgijskih turističkih poduzeća. Nadaleko vidljive kugle lebde naoko bestežinski iznad glavnoga grada Belgije. Svoj snažan sjaj zahvaljuju jednoj 2 mm tankoj elektrolitski obrađenoj aluminijskoj kori. 
Atomium nije samo izvana privlačan već je zanimljiv i njegov unutarnji život koji je potpuno klimatiziran. Svaka od tih devet blistavih kugli mjeri u promjeru 18 m. Preko pet pomičnih stubišta - među njima i najdulje u Europi, tvrde Belgijanci - i nekoliko stubišta dovode čovjeka kroz tri metra široke cijevi do pokrajnih kugli; tu se dolazi u sobu s jelom i do stalne izložbe koja prikazuje miroljubivo korištenje atomske energije. Brzo dizalo odnosi posjetitelja brzinom od pet metara u sekundi u glavnu atrakciju Atomiuma: okrugli, udobni restoran u najvišoj kugli odakle se pruža veličanstven pogled na grad.

## Poveznice
- Sedam svjetskih čuda

## Vanjske poveznice
- http://www.atomium.be/